# Lichnanthe vulpina
Lichnanthe vulpina är en skalbaggsart som beskrevs av Nicholas Marcellus Hentz 1827. Lichnanthe vulpina ingår i släktet Lichnanthe och familjen Glaphyridae. Inga underarter finns listade i Catalogue of Life.